# 폐농양
폐농양(肺膿瘍, lung abscess)은 허파 조직의 융해괴사의 일종으로, 세균 감염에 의해 발생하는 회저성 조직 파편이나 액체를 포함하는 2 센티미터 이상의 구멍을 형성한다. 폐 고름집이라고도 한다.
고름이 차 있는 구멍은 흡인에 의해 종종 발생하는데 이는 마취, 진정제, 또는 상처의 무의식 중에 발생할 수 있다. 알코올 의존증은 폐농양 소인이 있는 가장 흔한 질병이다.
폐농양은 기존의 실질 프로세스에서 발생한 경우 원발성(60%)으로 간주되며 혈관성 색전증과 같은 다른 프로세스와 복합되거나 허파로 결핵 농양이 파열될 경우 속발성으로 간주된다.

## 증상
증상의 시작은 종종 천천히 발생하지만, 괴사 중인 포도상구균 또는 그람 음성균의 폐렴이 있는 환자들에게는 급성으로 다가올 수 있다. 기침, 오한을 동반한 발열, 도한이 종종 존재한다. 기침은 좋지 않은 냄새가 나는 고름성 점액(≈70%)을 발산할 수 있으며 빈도수는 더 적지만 사례 중 3분의 1은 혈액을 동반하는 경우가 있다. 영향을 받는 환자는 흉통, 호흡곤란, 무기력증, 그리고 기타 만성 질환의 특징으로 불평을 할 수 있다.

## 병인
폐농양에 기여하는 질병
- 인두 또는 위의 흡인
- 패혈성 색전(septic emboli)
- 괴사 폐렴[4]
- 혈관염: 다발성 맥관염 동반 육아종
- 괴사 종양: 8% ~ 18%는 신생물에 의해 발생하는데 나이를 가리지 않으며, 노인에게 더 흔히 발생한다. 원발성 허파 편평상피암이 가장 흔하다.

미생물
- 혐기성 생물: 악티노미세스속, 펩토스트렙토커스, 박테로이데스, 푸소박테륨 종,
- 약호기성 미생물 연쇄상구균 : en:Streptococcus milleri
- 호기성 세균: 포도상구균, 클렙시엘라, 헤모필루스, 프세우도모나스, 노카르디아, 대장균, 연쇄상구균, 미코박테륨[5]
- 균류: 칸디다, 아스페르길루스
- 기생충: 이질아메바

## 같이 보기
- 농양
- 흉수
- 기관지확장증